# Gabriela Rodríguez de Bukele
Gabriela Roberta Rodríguez de Bukele (de soltera Rodríguez Perezalonso; San Salvador, 31 de marzo de 1985) es una educadora, psicóloga y bailarina de ballet salvadoreña, la cual ostenta el título de primera dama de El Salvador desde el 1 de junio de 2019 al ser la esposa del presidente de El Salvador Nayib Bukele.

## Biografía
Nació en San Salvador el 31 de marzo de 1985; es hija del salvadoreño José Roberto Rodríguez Trabanino y de la nicaragüense Arena Perezalonso, siendo la menor de cuatro hermanas.
Gabriela Rodríguez se interesó desde joven por el ballet, formando parte de la compañía de danza Fundación Ballet de El Salvador. Rodríguez posee un doctorado en psicología prenatal, fundando en octubre de 2018 PrePare, el primer centro de enseñanza prenatal de El Salvador, del cual es directora. Además es representante regional ante la Asociación de Psicología y Salud Pre y Perinatal (APPPAH).
Durante el periodo de alcalde de Nayib Bukele impulsó la creación de la primera Secretaría de Cultura y la Secretaría de la Mujer y Familia de la Alcaldía de San Salvador, así como el Ballet de San Salvador. Lideró la recuperación de los Centros de Desarrollo Infantil en los mercados municipales de la capital salvadoreña, implementando un programa educativo, además de controles nutricionales y de salud para los niños.

## Primera dama de El Salvador
El 1 de junio de 2019, Nayib Bukele asumió la presidencia de El Salvador, con lo que Rodríguez se convirtió en la primera dama del país. Como primera dama, ha acompañado a Nayib Bukele en algunos viajes oficiales como la visita de Estado a China, Japón y Catar en 2019 y Turquía en 2022. Así como la visita oficial a la Asamblea General de las Naciones Unidas en la sede de la ONU en Nueva York en 2019 y 2022.
Gracias a su trabajo en temas de primera infancia, lactancia materna y seguridad alimentaria, El Salvador fue designado como uno de los dos países guardianes de las salas de lactancia materna en la sede de la Organización de las Naciones Unidas en New York.
Entre 2020 y 2021, lideró una consulta nacional sobre implementación de la Política Nacional Crecer Juntos. Para 2022, solicitó a la Asamblea Legislativa la aprobación de la Ley Crecer Juntos para la Protección Integral de la Primera Infancia, Niñez y Adolescencia, que reemplazó a la Ley de Protección Integral de Niñez y Adolescencia (LEPINA) y entró en vigencia el 1 de enero de 2023.
Encabezó la creación, aprobación e implementación de la Ley Nacer con Cariño que dicta los cuidados que el personal de salud debe brindar a la madre y a su hijo antes, durante y después del alumbramiento.
En 2022, la Organización Mundial de Educación, Estimulación y Desarrollo Infantil le otorgó el Premio Mundial de Infancias, dentro de la categoría Política y Sociedad, esto debido a las acciones que impulsó mediante la política nacional Crecer Juntos.
También fue reconocida con el Premio Mundial de la Ciencia Eureka 2022 entregado por el Consejo Mundial de Académicos e Investigadores Universitarios de Colombia, entregado debido a su trayectoria académica, humana y su gestión gubernamental en temas relacionados con la primera infancia.
En mayo de 2025, en el marco de la Semana Mundial del Parto Respetado y en consonancia con los principios promovidos por la Ley Nacer con Cariño, los gobiernos de El Salvador e Italia anunciaron el lanzamiento de un proyecto conjunto orientado a la reducción de la mortalidad materno-infantil en territorio salvadoreño. La iniciativa, liderada por Rodríguez de Bukele e impulsada con el respaldo de la cooperación italiana, tiene como propósito principal el fortalecimiento de los servicios de salud materna y neonatal, con énfasis en la atención integral y humanizada a mujeres embarazadas, especialmente en comunidades en situación de vulnerabilidad. Esta alianza estratégica busca ampliar la cobertura y mejorar la calidad de la atención en centros de salud públicos, promoviendo estándares internacionales de respeto, dignidad y cuidado durante el embarazo, parto y posparto.

## Vida personal
Rodríguez conoció a Nayib Bukele en el año 2004, iniciando desde entonces una relación sentimental que culminó en matrimonio en diciembre de 2014. Fruto de su unión, la pareja tuvo a su primera hija, Layla, nacida en agosto de 2019. Posteriormente, en noviembre de 2023, nació su segunda hija, Aminah.